# Combat 18
Pour les articles homonymes, voir C18.
Combat 18 (ou C18) est un groupe néonazi fondé en 1991 par des skinheads. Le nombre « 18 » est une référence à Adolf Hitler : il s'agit du numéro de ses initiales dans l'alphabet latin. Il s'agit de la branche armée du groupe néonazi britannique Blood & Honour. Un groupe dissident, les White Wolves (« loups blancs »), mena une campagne d'attentat à la bombe à Londres en avril 1999. Le 30 avril 1999, le groupe dépose une bombe dans un bar gay de Soho, qui explose en faisant deux morts et trente blessés.

## En Allemagne
L'organisation est dissoute par les autorités en janvier 2020 à la suite de l'assassinat d'un élu local jugé pro-migrant.

## En Espagne
En 2023, 16 membres du groupes sont arrêtés. Ils cherchaient à se procurer des armes pour attaquer des mosquées et des synagogues. Quelques jours plus tôt, des membres du groupes avaient par ailleurs agressé un sans-abri d'origine marocaine à Barcelone.

## En France
Une branche de Combat 18 est fondée en France par Julien et Marc Bettoni en 2013 dans le Doubs. En 2014, trois membres français du groupe, n'hésitant pas à se présenter cagoulés et armés, sont interpellés dans le Doubs.
Le 20 février 2019, lors du dîner annuel du CRIF, le président de la République Emmanuel Macron a demandé la dissolution de trois associations d'extrême droite dont Combat 18.

## Dans la culture populaire
Après le générique de fin du jeu vidéo Front Mission: Gun Hazard de Square et Omiya, on peut entendre une célèbre citation audio de Combat 18[réf. nécessaire].